# Cuvée des Trolls
Cuvée des Trolls (Trollenkelder) is een Belgisch bier, gebrouwen door brouwerij Dubuisson te Pipaix.
Het logo bestaat uit een kleine trol met groen haar, een puntige neus en wijdgespreide benen.

## De bieren
Er bestaan 3 varianten:
- Cuvée des Trolls is een blond bier van hoge gisting met een alcoholpercentage van 7%. Het wordt gebrouwen op basis van gerstemout en hop, waaraan verschillende natuurlijke aroma’s (gedroogde sinaasappelschillen, kruiden) worden toegevoegd die het zijn fruitige smaak geven. Cuvée des Trolls werd voor het eerst experimenteel gebrouwen in september 2000 in de microbrouwerij van de brouwerij Le Brasse-Temps te Louvain-la-Neuve. Cuvée des Trolls bestaat in flesjes van 25 cl en in vaten van 30 l en tapvaatjes van 5 l (Special beerbecue). De brouwer zelf noemt het product licht verteerbaar en baseert zich hiervoor op het hoge CO2-gehalte. De aanbevolen serveertemperatuur is 3°C. In flessen en vaten is het bier gefilterd en aangeleverd door de Brouwerij Dubuisson te Pipaix. De gistingsresten zijn er dus uit. Een ongefilterde Cuvée Des Trolls kan gedegusteerd worden in de brouwerij te Pipaix en in de verbruiksruimte van de microbrouwerijen Le Brasse-Temps te Louvain-la-Neuve en te Bergen, waar dit ongefilterd bier ter plaatse gebrouwen wordt.[1] Cuvée des Trolls wordt ook uitgevoerd, vooral naar Frankrijk.[2]
- Cuvée des Trolls Triple of Cuvée des Trolls Triple 75cl is een blonde tripel met een alcoholpercentage van 7,5%. Dit bier werd in 2010 op de markt gebracht ter gelegenheid van de tiende verjaardag van Cuvée des Trolls. In eerste instantie werden er 20.000 flessen van gemaakt, maar omwille van het grote succes besloot de brouwerij het bier permanent op de markt te brengen. Het bier is de klassieke Cuvée des Trolls die op flessen van 75cl werd gedaan en daarna 2 weken in warme kamers geplaatst, zodat een nieuwe gisting op fles begon. Daarom is dit bier, in tegenstelling tot de gewone Cuvée des Trolls, een tripel. Het kruidig aroma is versterkt door deze hergisting.[3]
- Rasta Trolls is een variant op Cuvée des Trolls verrijkt met natuurlijke aroma’s van bruine rum.

## Prijzen
- In 2005 won Cuvée des Trolls de Médaille d'Or op de wedstrijd Monde Sélection in Brussel.
- Cuvée des Trolls won reeds meermaals het Gouden Glas op het Internationaal Streekbierenfestival te Zwevegem in de categorie “Beste doordrinker”: 2005, 2008 en 2010.[4]